# Tetrabezzia pictipennis
Tetrabezzia pictipennis är en tvåvingeart som först beskrevs av Jean-Jacques Kieffer 1913.  Tetrabezzia pictipennis ingår i släktet Tetrabezzia och familjen svidknott.
Artens utbredningsområde är Thailand. Inga underarter finns listade i Catalogue of Life.